# Kristina Gunczewa

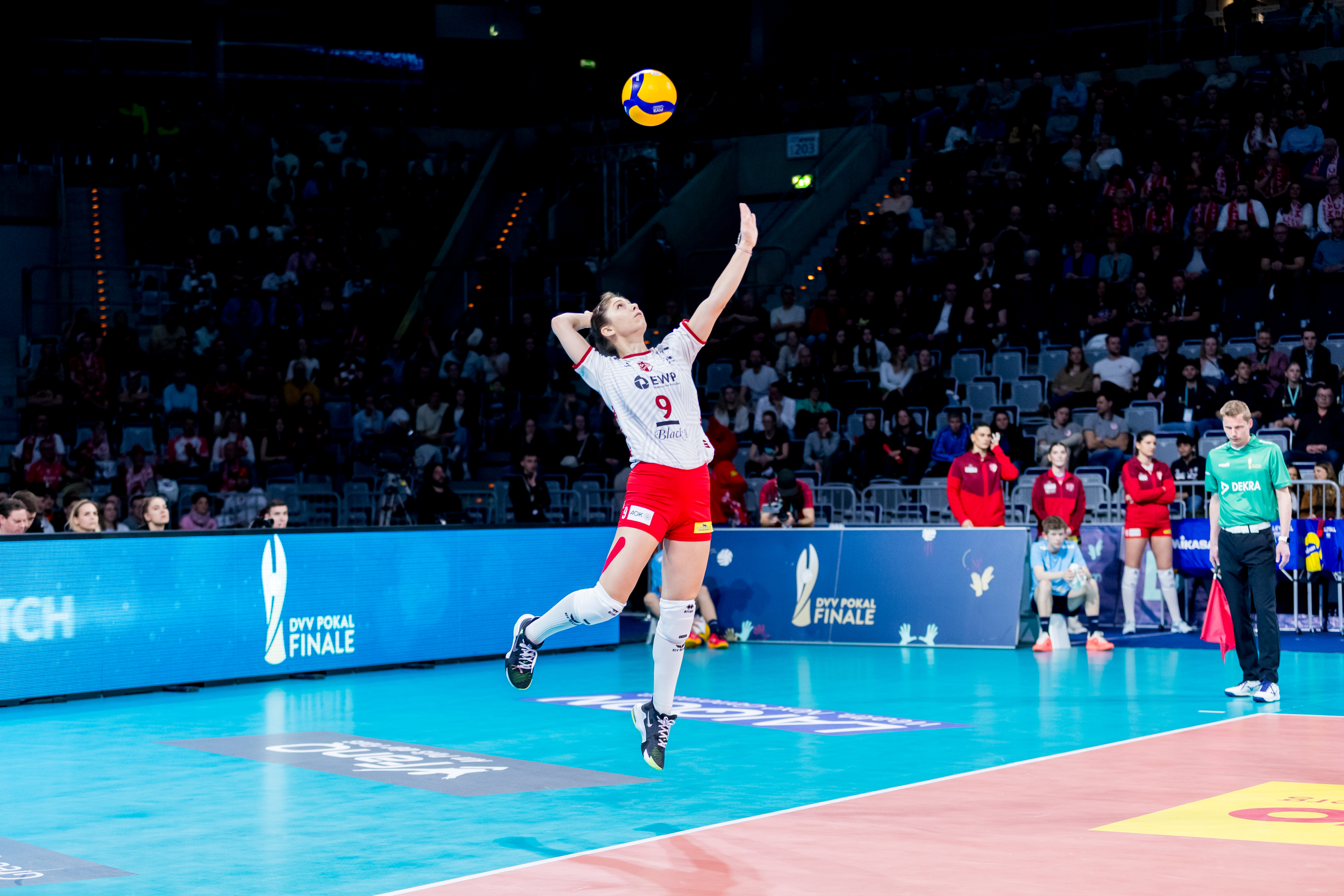
Kristina Gunczewa podczas wykonywania zagrywki w finale Pucharu Niemiec 2023/2024

Kristina Gunczewa (ur. 24 marca 1994) – bułgarska siatkarka, reprezentantka kraju, grająca na pozycji rozgrywającej. 
Jej ojciec Stojan Gunczew jest trenerem siatkarskim.

## Przebieg kariery
| Lata      | Klub                  |
| --------- | --------------------- |
| 2011–2012 | Marica Płowdiw        |
| 2012–2013 | Kazanlak Volley       |
| 2013–2014 | Sławia Sofia          |
| 2014–2015 | TFSE Budapest         |
| 2015–2016 | Ordu Türk Telekom     |
| 2016–2017 | Volley Köniz          |
| 2017–2018 | Lewski Sofia          |
| 2018–2019 | CS Știința Bacău      |
| 2019–2020 | Nevşehir Belediyespor |
| 2020–2021 | Dinamo Bukareszt      |
| 2021–2022 | Marica Płowdiw        |
| 2022–2023 | VBC Chamalières       |
| 2023–     | SC Potsdam            |

## Sukcesy klubowe
Liga bułgarska:
- 2022[5]
- 2010, 2011, 2012, 2018

Puchar Bułgarii:
- 2012, 2022[6]

Liga rumuńska:
- 2021